# Аleksander Petrovič Tormasov
Grof Аleksander Petrovič Tormasov (rusko Алекса́ндр Петро́вич Торма́сов), ruski general, * 1752, † 1819.
Bil je eden izmed pomembnejših generalov, ki so se borili med Napoleonovo invazijo na Rusijo; posledično je bil njegov portret dodan v Vojaško galerijo Zimskega dvorca.

## Življenje
Pri desetih letih je postal dvorni paž in leta 1772 je postal poročnik v Vjatskem pehotnem polku, a je že v nekaj mesecih postal poveljnikov adjutant. Čez tri leta je ustanovil 
in postal poveljnik Finskega kirasirskega polka; v tem času je imel čin podpolkovnika. 
Leta 1782 je bil poslan na Krim, nato pa je postal poveljnik Dolmatskega huzarskega polka. Pozneje je ustanovil in postal poveljnik Makedonskega huzarskega polka ter nato še Aleksandrijanskega konjeniškega polka. 
V letih 1788−91 je sodeloval v bojih proti Turkom, za kar je bil 21. marca 1791 povišan v generalmajorja. V letih 1792 in 1794 se je udeležil bojev proti poljsko-litvanskim silam. 
Bil je eden od več generalov, ki jih je 11. julija 1799 novi car Pavel I. Ruski odpustil iz vojaške službe ter za več mesecev zaprt v trdnjavo Dünamünde. 16. novembra 1800 je bil aktiviran v vojaško službo. 
15. septembra 1801, na dan ustoličenja carja Aleksandra I., je bil povišan v generala konjenice. Pozneje je bil premeščen v administrativno stroko, kjer je ostal vse do leta 1803. 
Med letoma 1803 in 1807 je bil guverner Kijevskega guvernata, od leta 1807 guverner Rige ter v letih 1809−11 podkralj Gruzije ter vrhovni poveljnik Kavkaza. 
Ob pričetku patriotske vojne leta 1812 je postal poveljnik 3., nato pa 2. zahodne armade. Zaradi slabega zdravja je zapustil aktivno vojaško službo in postal državni svetnik. 30. avgusta 1814 je postal generalni guverner Moskve in čez dve leti je bil povzdignjen v grofa. 